# Condado de Vanderburgh
O Condado de Vanderburgh é um dos 92 condados do Estado americano de Indiana. A sede do condado é Evansville, e sua maior cidade é Evansville. O condado possui uma área de 611 km² (dos quais 3 km² estão cobertos por água), uma população de 171 922 habitantes, e uma densidade populacional de 283 hab/km² (segundo o censo nacional de 2000). O condado foi fundado em 1818.